# Kriegerdenkmal Winterfeld

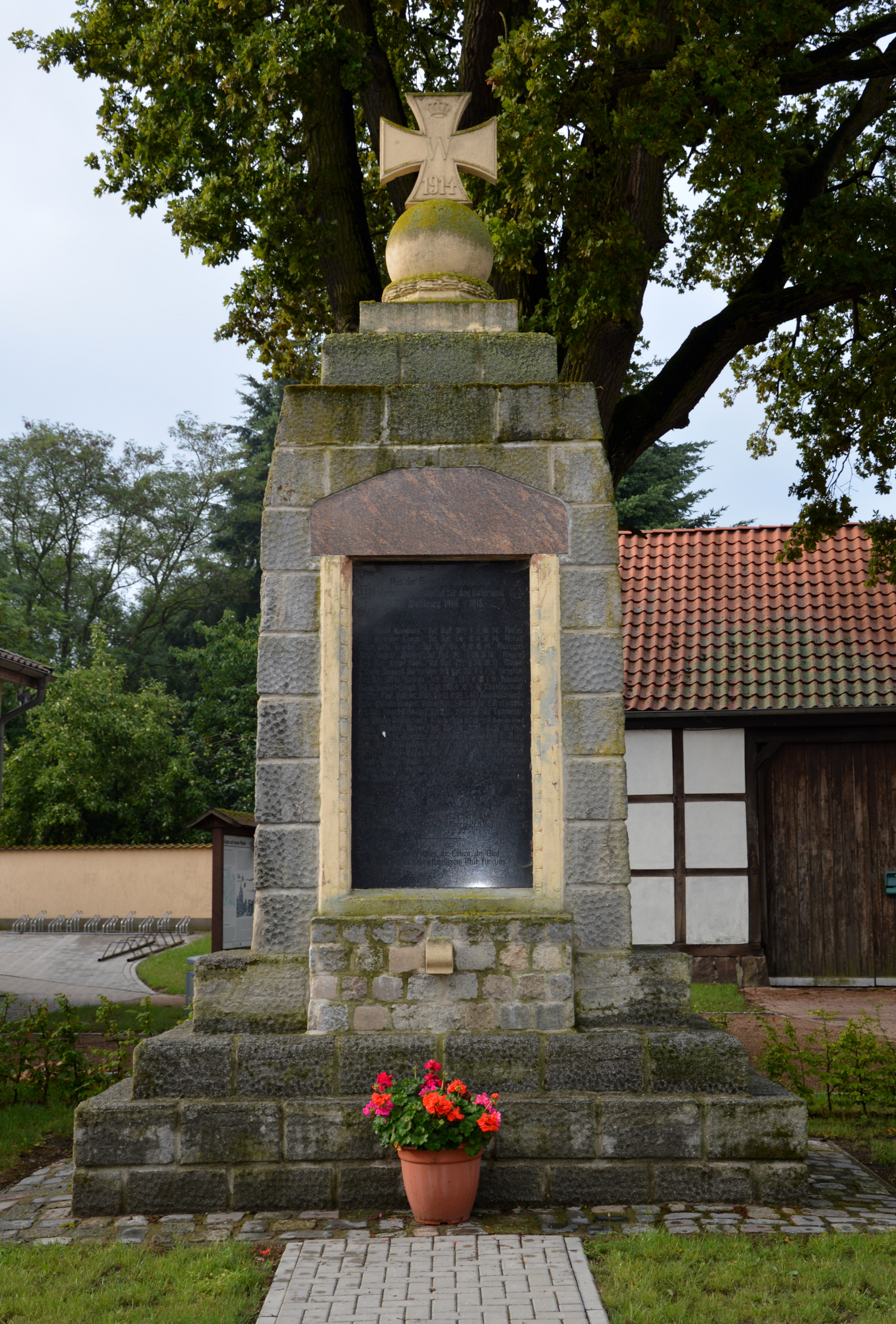
Kriegerdenkmal für die Gefallenen des Ersten Weltkriegs in Winterfeld

Das Kriegerdenkmal Winterfeld ist ein denkmalgeschütztes Kriegerdenkmal im Ortsteil Winterfeld der Gemeinde Apenburg-Winterfeld in Sachsen-Anhalt. Im örtlichen Denkmalverzeichnis ist das Kriegerdenkmal unter der Erfassungsnummer 094 61165 als Baudenkmal verzeichnet.

## Allgemeines
Das Denkmal, nördlich der Dorfkirche Winterfeld an der Lindenstraße, ist den gefallenen Soldaten des Ersten Weltkriegs gewidmet. Es handelt sich um eine Stele aus gemauerten Natursteinen auf einem mehrstufigen Sockel, gekrönt von einem Eisernen Kreuz auf einer Kugel. In die Stele ist eine Gedenktafel mit einer Inschrift eingelassen.
Eine Gedenktafel für die Gefallenen des Zweiten Weltkriegs wurde in der Kirche aufgehängt. Auf dem Friedhof befindet sich ein Soldatengrab zur Erinnerung an 8 am 12. April 1945 verstorbene deutsche Soldaten sowie ein Grab für zwei verstorbene Zwangsarbeiter.